# Karlovice (kraj morawsko-śląski)
Karlovice (niem. Karlsthal) – gmina w Czechach, w powiecie Bruntál, w kraju morawsko-śląskim. Według danych z dnia 1 stycznia 2012 liczyła 1115 mieszkańców.